# Rhizomys sinensis
La rata de bambú china (Rhizomys sinensis) es una especie de roedor de la familia Spalacidae. Se conoce como Rata del bambú china, una de las cuatro ratas del bambú.

## Distribución geográfica
Se encuentra en China, Birmania, y Vietnam.

## Descripción
La rata de bambú china tiene una longitud corporal entre 216 y 380 milímetros y una cola entre 50 y 96 mm. Pesa entre 1.875 - 1.950 gramos.  Su pelaje es suave y carece de pelos de protección al igual que su congénere la
rata canosa (Rhizomys pruinosus). En los lados de la cara y la coronilla el pelaje se torna de un gris pardo oscuro, mientras que el resto del cuerpo es grisáceo castaño más claro. Por la parte inferior del cuerpo tiene mucho menos pelo.

## Comportamiento
La rata de bambú china es muy solitaria. Cría durante todo el año y con especial incremento en primavera. Cuando cría se vuelve más sociable. La hembra tiene de dos a cuatro crías (ocho como máximo). Las crías nacen desnudas y son destetadas a los tres meses. Las madrigueras pueden medir hasta 45 metro y una profundidad entre 20 y 30 cm. Construye un túnel de escape que mantiene siempre disponible y lo disimula con tierra suelta. La cámara nido tiene unas dimensiones de 20-25 cm de largo, es ovalada y acolchada con hojas de bambú secas. Esta rata se alimenta de raíces y de brotes tiernos de bambú. generalmente en la superficie exterior. Cuando en su entorno decrece la comida disponible, se mueve a otro territorio. Sus predadores incluyen al leopardo de las nieves y el panda rojo. También algunas serpientes.

## Situación actual
La rata de bambú china tiene un amplio territorio de expansión y es muy común en ciertas localizaciones. Su población es alta. Está considerada una plaga del campo en China.  Su mayor amenaza es que es cazada como comida por los campesinos. La IUCN (International Union for Conservation of Nature) la evalúa como 'no amenazada'.